# HELCOM

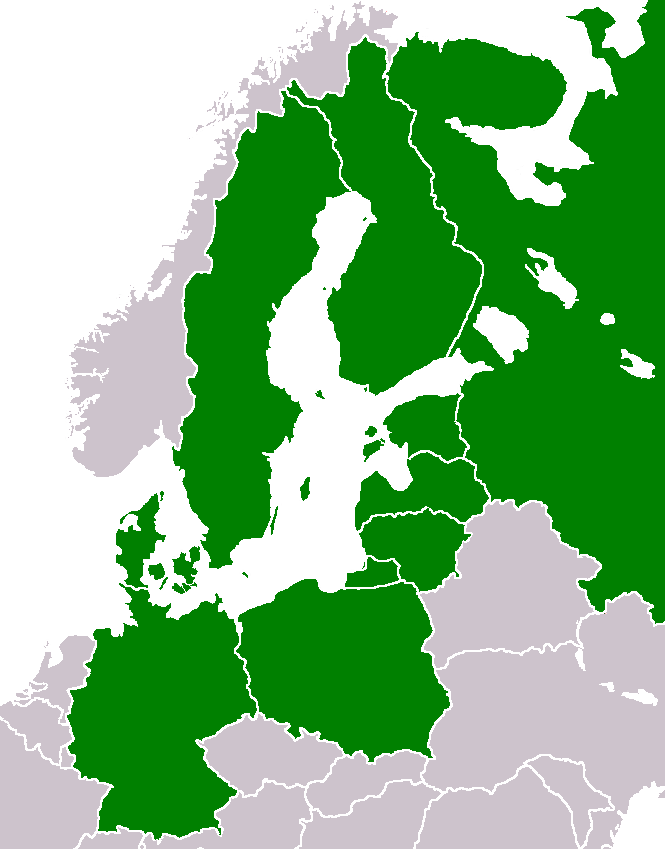
Die Karte zeigt die Gründungsmitglieder der Kommission ohne die gesamte EU

Die Baltic Marine Environment Protection Commission (Helsinki Commission, HELCOM) ist eine zwischenstaatliche Kommission, die für den Schutz der Meeresumwelt im Ostseeraum arbeitet. Die Kommission wurde von den Ostsee-Anrainern gegründet. Grundlage ist die Helsinki-Konvention von 1992, die am 17. Januar 2000 in Kraft trat. Dieses Abkommen löste die Helsinki-Konvention von 1974 ab. HELCOM kann nur Empfehlungen aussprechen, aber keine Beschlüsse oder Richtlinien verabschieden.
HELCOM-Mitglieder sind:
- Europäische Union
- Dänemark
- Deutschland
- Estland
- Finnland
- Lettland
- Litauen
- Polen
- Russland
- Schweden

Darüber hinaus unterzeichneten auch Norwegen und die Tschechische Republik die Helsinki-Konvention.